# Baltasar Vargas
Baltasar Vargas más conocido como Baltavargas, fue un militar uruguayo que actuó destacadamente en los primeros años de la Revolución Oriental. Radicado en la zona del arroyo Grande, como medianero de los poderosos hacendados Manuel y Juan José Durán, se sublevó en 1811 junto a su hermano Marcos Vargas y se integró a las tropas que comandaba Manuel Artigas al frente de algunos cientos de hombres. Se le reconoció el grado de capitán y participó significativamente en la victoria del combate de San José. Incorporado luego a las tropas artiguistas luchó en la Batalla de las Piedras y fue reconocido con el grado de teniente coronel. Acompañó a José Artigas en el Éxodo oriental como uno de sus oficiales de confianza, pero en el Ayuí lo abandonó para ponerse a órdenes de Manuel de Sarratea. A fines de 1812 obtuvo una victoria sobre las tropas españolas en la barra del río Santa Lucía, pero el 30 de ese mes fue tomado por sorpresa por los españoles.
- Datos: Q5717617